# Dystactula grisea
Dystactula grisea är en bönsyrseart som beskrevs av Giglio-tos 1915. Dystactula grisea ingår i släktet Dystactula och familjen Mantidae. Inga underarter finns listade i Catalogue of Life.